# R-123 (Funkgerät)

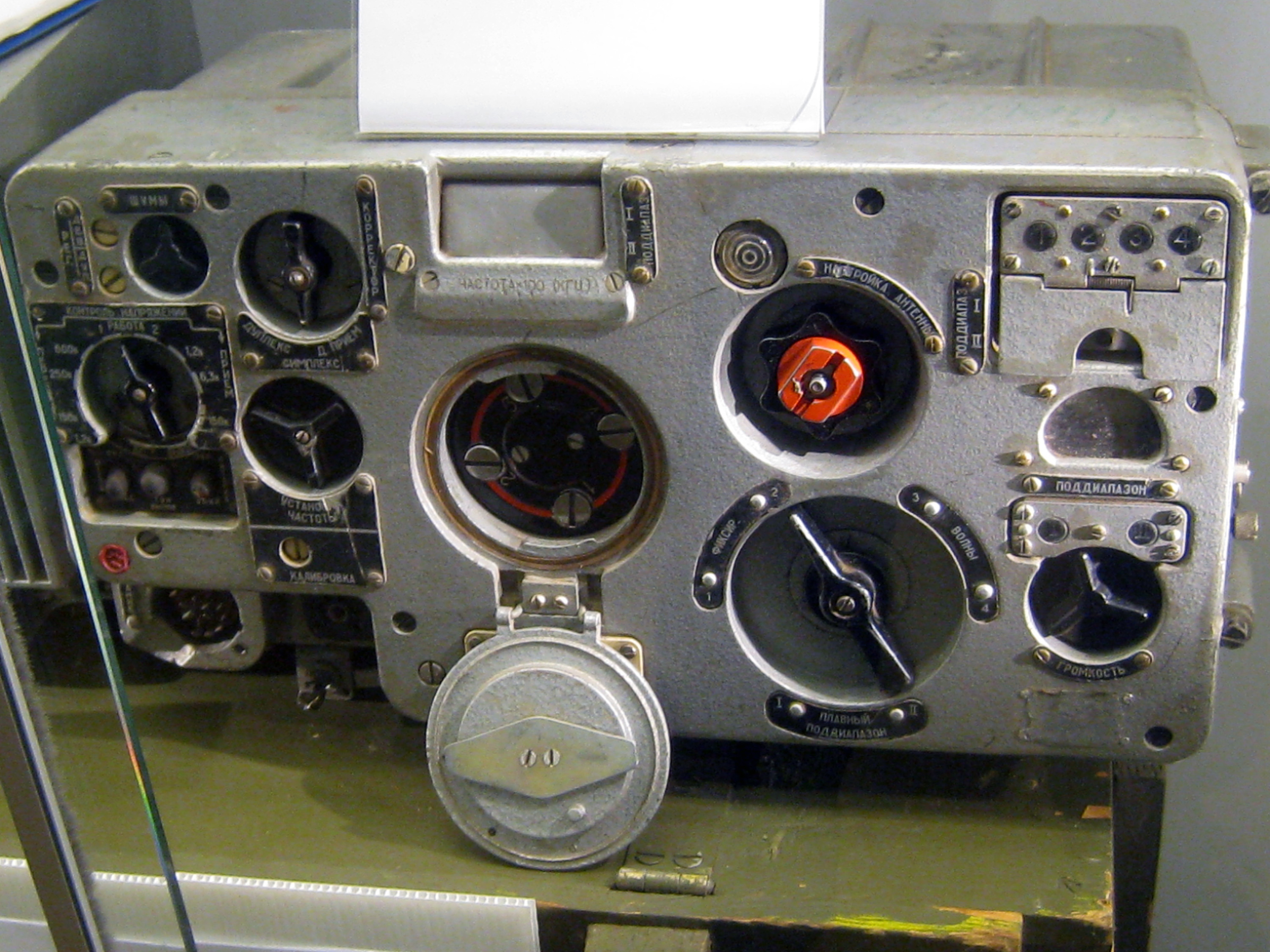
Panzerfunkgerät R-123 im Festungsmuseum Reuenthal

Das R-123 (russische Bezeichnung Р-123) ist ein militärisches Funkgerät sowjetischer Bauart, zu dem die Gerätemodifikationen R-123M, R-123MT und R-123Z zählen. Es wurde im Radiowerk in Rjasan hergestellt.

## Benutzer
Das Funkgerät wurde in der Regel in Verbindung mit der Bordsprechanlage R-124 in gepanzerten Gefechtsfahrzeugen genutzt. Das Gerät wurde Anfang der 1960er Jahre eingeführt; die Zuführung für die Streitkräfte des Warschauer Pakts begann im Jahr 1966. Es wurde in der Nationalen Volksarmee der DDR bis 1990 genutzt. In den finnischen Streitkräften wurde es unter der Bezeichnung LV-623 eingesetzt.

## Technische Beschreibung
Die Frequenzanzeige wird auf eine Mattscheibe gespiegelt.
Truppenverwendung: R-135, R-123M, R-123MT oder R-123 — motorisierte Schützentruppen und Panzertruppen
|                   | R-123 |
| ----------------- | --- |
| Frequenzbereich   | 20,0–51,5 MHz - Unterbereich 1 = 20,00–35,75 MHz - Unterbereich 2 = 35,75–51,50 MHz - HF/VHF-Truppenfunk; in zwei Unterbereichen; vier Fix-Frequenzen - Gesamt-Frequenzbereich stetig durchstimmbar - 25 kHz Kanalabstand |
| Modulationsart    | Frequenzmodulation |
| Betriebsarten     | - aktiv: Fernsprech simplex, duplex - passiv: Kontrollempfang |
| Sendeleistung     | 20–30 W |
| Reichweite        | 40–70 km Funkbetrieb mit typ-gleichen Funkstellen |
| Antennen          | - Panzer-Stabantenne = 4 m - Teleskopantenne = 6 m |
| Temperaturbereich | −40 bis +50 °C |
| Abmessungen       | 428 × 225 × 178 mm |
| Masse             | 25 kg |
| Stromversorgung   | Umformer BP-26 - Eingangsspannung: 26 V = - Ausgangsspannungen: 700; 300; 250; 150; 6,3 und 1,2 V - Abmessungen: 210 × 164 × 218 mm - Masse: 7 kg                                                                         |